# Felix Wimpffen
Felix hrabě von Wimpffen (Felix Bedřich Eduard Václav hrabě von Wimpffen / Felix Friedrich Eduard Wenzel Graf von Wimpffen) (16. března 1827, Brunnsee, Rakousko – 30. prosince 1882, Paříž, Francie) byl rakousko-uherský diplomat. Jako absolvent Univerzity Karlovy vstoupil do diplomatických služeb a zastával řadu funkcí v různých evropských zemích. Dvakrát byl rakousko-uherským velvyslancem v Itálii (1871–1876, 1879–1882) a Francii (1876–1878, 1882). Krátce po svém druhém jmenování do funkce velvyslance ve Francii spáchal v Paříži sebevraždu.

## Životopis
Pocházel z německé šlechtické rodiny povýšené v roce 1797 do hraběcího stavu. Byl nejmladším synem z druhého manželství Františka Karla Wimpffena (1776–1842), který byl generálem ve württemberské armádě a vlastnil několik panství ve Štýrsku. Felix studoval práva na Univerzitě Karlově v Praze a v revolučním roce 1849 sloužil v armádě v Itálii, krátce poté vstoupil do diplomatických služeb. Na nižších postech působil v Římě a Londýně, v lednu 1866 byl jmenován vyslancem v Dánsku. Když byly po prusko-rakouské válce obnoveny diplomatické styky s Berlínem, stal se v říjnu 1866 vyslancem v Prusku, kde setrval pět let (1866–1871). V letech 1871–1876 byl rakousko-uherským velvyslancem v Itálii, odkud ve stejné funkci přešel do Francie (1876–1878). Poté se jako velvyslanec vrátil do Itálie (1878–1882). V květnu 1882 byl jmenován velvyslancem opět ve Francii. Kvůli depresím z postupující Alzheimerovy choroby spáchal v Paříži 30. prosince 1882 sebevraždu. 

## Tituly a ocenění
Jako příslušník staré šlechtické rodiny byl v roce 1852 jmenován c. k. komořím. Jako vyslanec v Prusku obdržel v roce 1868 titul c. k. tajného rady s nárokem na oslovení Excelence. Během diplomatické služby se stal nositelem vysokých vyznamenání v Rakousku-Uhersku i v zahraničí, kromě toho byl čestným rytířem Maltézského řádu.

### Rakousko-Uhersko
- velkokříž Leopoldova řádu (1875)
- Řád železné koruny I. třídy (1868)

### Zahraničí
- velkodůstojník Řádu čestné legie (Francie)
- velkokříž Řádu červené orlice (Německo)
- velkokříž Řádu sv. Mořice a Lazara (Itálie)
- velkokříž Danebrožského řádu (Dánsko)

## Rodina
Během svého působení v Berlíně se seznámil s hraběnkou Margaretou Lynarovou (1837–1895), c.k. palácovou dámou, která se v roce 1867 stala jeho manželkou. Měli spolu dvě dcery, starší Marie Margareta (1858–1930) byla manželkou hraběte Theodora Zichyho (1847–1927) z uherské rodiny Zichyů, který byl též diplomatem (1896–1905 rakousko-uherský vyslanec v Bavorsku). Mladší dcera Paulina (1874–1961) se provdala za německého diplomata hraběte Maxe Montgelase. Proslula jako spisovatelka, katolická aktivistka a odpůrkyně nacismu.
Z otcova prvního manželství měl Felix dva bratry, kteří byli o generaci starší. František (1797–1870) sloužil v armádě a dosáhl hodnosti c.k. polního zbrojmistra, vynikl během tažení proti revoluci 1848–1849. Další bratr Gustav Adolf (1805–1880) byl též armádním důstojníkem a nakonec c.k. polním podmaršálem.